# 하워드 존슨 (야구 선수)
하워드 마이클 존슨(Howard Michael Johnson, 1960년 11월 29일 ~ )은 전 메이저 리그 베이스볼 3루수로 "호조(HoJo)"라는 별명으로 알려졌다. 그는 자신이 1982년부터 1995년까지 디트로이트 타이거스, 뉴욕 메츠, 콜로라도 로키스와 시카고 컵스를 위하여 활약한 메이저 리그 베이스볼에서 자신의 경력으로 가장 잘 알려졌다. 그는 홈런, 타구한 득점, 2루타와 도루들로 메츠 사상 명단의 3위이다. 그는 또한 캐나디안 아메리칸 어소시에이션의 로클랜드 불더스를 위하여 활약하기도 하였다. 2007년 7월 13일 그는 메츠의 1루 코치로서 그의 직위에서 2010년 시즌 말기까지 자신이 보유한 그들의 타구 코치로 승진하였다. 2013년 시애틀 매리너스의 트리플 A 계열 터코머 레이니어스를 위한 타구 강사로서 시작한 후에 그는 2014년부터 2015년 6월까지 매리너스의 타구 코치였다.

## 어린 시절
플로리다주 클리어워터에서 태어나 클리어워터 고등학교에서 수학하며 투수로서 야구를 하였다. 그는 세인트피터스버그 주니어 칼리지에 입학하여 17세의 나이로 뉴욕 양키스의 1978년 메이저 리그 베이스볼 드래프트의 23번째 라운드에서 드래프트되었다. 존슨은 양키스와 계약을 맺지 않고 1월에 이어 그는 디트로이트 타이거스에 의하여 첫 라운드에서 12위에 드래프트되었다.

## 야구 경력

### 1980년 ~ 1983년:마이너 리그에서 메이저 리그로
마이너 리그에서 타이거스는 곧 존슨을 투수에서 내야수로 전환하였고 1981년 그는 AA 버밍햄 바론스를 위하여 22개의 홈런을 쳤다. 그는 1982년을 시작하는 데 타이거스로 모든 방향을 승진하였으나 AAA로 돌려보내질 때 5월 초순에 .188 만을 타구하였다. 그는 8월 중순에 메이저 리그로 돌아왔고 자신의 최종 평균이 .316으로 올라갈 때 9월에 .405의 평균을 포함하여 시즌의 나머지를 위하여 환상적인 수들을 공고하였다.

### 1984년:디트로이트 타이거스와 첫 챔피언십
1984년 존슨은 타이거스와 복귀하여 톰 브루켄스와 함께 플러툰의 왼쪽으로 이루었다. 존슨은 공명하게 잘 시작하였으나 부족한 2번째 절반을 가졌다. 타이거스는 전체의 시즌을 위하여 디비전을 이끌었으나 존슨은 브루켄스, 마티 카스티요와 대럴 에번스가 3루에서 시간을 분리시킨 동안에 1984년 아메리칸 리그 챔피언십 시리즈를 위하여 벤치에 앉았다. 존슨은 그해의 월드 시리즈에서 단 하나의 대타구를 쳐 타이거스가 월드 시리즈로 향하는 도중에 공식 이후의 시즌을 통하여 늦추면서 2루수 앨런 위긴스에 의한 실책에 도달하였다.

### 1985년 ~ 1986년:뉴욕 메츠와 2번째 챔피언십
시즌 후에 타이거스는 투수 월트 테렐을 위하여 존슨을 뉴욕 메츠로 이적시켰다. 이동은 메츠를 위하여 3루에 3명의 선수들을 놓았으나 3일 후에 그들은 포수 게리 카터를 위한 이적의 일부로서 휴비 브룩스를 몬트리올 엑스포스로 보냈다.
오른쪽으로부터 잘 치는 데 존슨의 무능은 1985년 메츠에 의하여 그를 이때 레이 나이트와 함께 한 포지션에 교체를 하는 결과를 가져왔다. 양 선수는 무섭게 시작하여 둘다 아무도 7월 초순까지 .200에 도달하지 않았다. 존슨은 나이트가 더욱 악화된 동안에 전부의 시즌에 평균 아래로 안타하였다. 1984년처럼 메츠는 1985년의 공식 이후의 시즌을 좁게 놓쳤다.
1986년은 메츠의 해였고 존슨과 나이트가 둘다 매우 잘 시작하였다. 메츠의 문제들은 라파엘 산타나가 시즌의 대부분에 .150 위로 자신의 평균을 간직하는 데 분투하면서 3루에서 유격수로 옮겨졌다. 존슨은 방어적으로 유능한 유격수였고, 유격수와 3루 사이에 이동한 여분의 활약 시간을 채집하였으나 그의 타구는 5월 쇠퇴하기 시작하였다. 그의 2류의 타구, 지속된 힘의 부족과 6월에 3주 동안 지워진 부상 사이에 존슨은 정규 시증에서 88개 만의 경기들에서 활약하였다. 그가 6월의 부상으로부터 복귀할 때 존슨은 자신의 첫 복귀 경기에서 2개를 포함한 홈런을 찢고, 6주 안으로 그의 장타율은 .376에서 .510으로 뛰어올랐다. 존슨의 홈런들 중의 하나는 1986년 7월 22일 신시내티 레즈를 상대로 전설적 경기에 일어났다. 10번째 이닝의 벤치 제거 싸움이 끝날 때 3명의 메츠 선수들은 경기의 외부에 있었고 그들은 1명의 투수가 외야에, 그리고 2명의 투수들이 타구 정렬에 있으면서 경기의 나머지를 보내는 데 강요되었다. 투수들 중의 1명인 제시 오로스코가 14번째 이닝에서 4구에 의한 출루를 끌어올릴 때 존슨은 메츠가 우승하는 데 이끈 3개의 홈런과 함께 따라갔다. 존슨은 긴장을 노쇠케하고 사실상 공식 이후의 시즌의 완봉되어 중대한 메츠의 패배에서 0 루 4 타로 갔다. 시리즈에서 그의 단 하나의 다른 타수는 그가 9번째 이닝에서 스트라이크아웃 시킬 때 6번째 경기에서 있었다. 그럼에 불구하고 25세의 나이로 존슨은 자신의 2번째 월드 시리즈 타이틀을 얻었다.

### 1987년:발진 시즌
레이 나이트는 1986년 월드 시리즈 후에 자유 계약 선수가 되는 데 허락되었다. 3루 직위의 독점적인 소유가 주어진 존슨은 5월 중순에 3달간 힘이 끌어올려지기 시작하였다. 10개의 경기들에서 그는 10개의 더 많은 타점과 함께 5개의 홈런을 쳤다. 1달 후에 11개의 경기 기간에 그는 자신의 장타율을 .520 이상으로 올린 또 다른 6개의 홈런과 7개의 타점을 쳤다. 이전에 가볍게 친 존슨이 대릴 스트로베리로부터 팀을 이끄는 홈런인 7월 중순에 자신의 22번째 홈런과 함께 타구 순서에서 7번째 지위로부터 그 동안 내내에 타구하였다. 그는 4개의 안타 경기 중에 7개의 경기들에서 6개의 타점과 함께 7월을 끝내고, 그러고나서 그랜드 슬램과 함께 8월을 시작하였다. 7월 후순과 8월 초순에 13개의 경기 기간에 그는 1개의 경기를 제외한 전부에서 최소한 하나의 타점을 가졌고 전체로서 굉장한 17개의 타점을 모았다. 8월 중순의 3개의 경기들은 또 다른 3개의 홈런과 7개의 타점을 가져왔으나 힘의 돌진은 자신의 발진 시즌을 위하여 끝날 작정이었다.
존슨의 힘의 쇄도는 속도에서 쇄도에 의하여 보완적이었다. 5개의 이전 시즌들에서 자신이 31개의 도루를 가지는 동안에 1987년 9월 11일 존슨은 30 - 30 클럽에 처음으로 가입하는 데 30번째로 도루하였다. 그와 스트로베리는 같은 시즌에 30 - 30 지위를 성취하는 데 단 둘의 동료 선수들이 되었다. 9월에 또다른 그랜드 슬램이 존슨의 총 36개의 홈런으로 가져와졌다. 메츠를 위하여 불행적으로 존슨의 힘이 시들면서 월드 시리즈 타이틀을 유지하는 데 시도는 플레이오프들을 놓치고 말았다. 전체의 리그는 그해에 존슨의 기대하지 않은 상승을 알아채고 그는 내셔널 리그 MVP를 위한 투표에서 42점을 받았다. 그의 총계의 홈런과 타점은 팀에 스트로베리 만에 2위였고 그의 홈런은 전체의 메이저 리그에서 7번째로 최고였다. 그의 오른손 잡이 타구는 36점이나 더 높은 타구 평균과 74점이나 더 높은 장타율을 포함한 거의 모든 분류에서 수들이 더 낳으면서 왼손 잡이 타구보다 실질상 더 낳았다. 전체로 봐서 그의 36개의 홈런은 양손잡이 타자에 의한 내셔널 리그 역사상 가장 많았으며 리퍼 콜린스의 53년 기록을 깼다.
1988년 존슨은 자신의 화려한 이전의 시즌으로 거의 살지 않았으나 아직도 꽤좋은 홈런의 힘을 보였다. 그는 .183의 평균과 함께 왼쪽으로부터, 그리고 오른쪽으로부터 .339의 장타율과 더욱 낳게 타구하는 데 되돌아갔다. 그의 오른쪽 어깨에 중간 시즌의 부상이 그의 부족한 공격으로 공헌하였다. 하나의 빛나는 자리는 9월 8일 그가 자신 경력의 5개 만의 타구 경기를 가질 때였고, 리글리 필드 승리에서 3개의 홈런과 4개의 타점과 함께 5 루 5 타로 갔다. 존슨이 .230의 위로 머무는 데 분투하는 동안에 메츠는 9월을 통하여 타오른 21세의 3루수 그레그 제프리스를 실력 시험하였다. 13개의 경기들 후에 대타자이기도 한 제프리스는 .462의 타구 평균과 5개의 홈런과 환상적인 장타율을 가졌다. 존슨의 2류의 시즌에 불구하고 메츠는 쉽게 디비전 우승을 얻었으나 존슨은 1988년 내셔널 리그 챔피언십 시리즈에서 6개의 스트라이크아웃과 함께 1 루 18 타로 갔다. 힘겨운 듯이 우승 후보로 보인 메츠가 시리즈에서 3 대 2로 패하면서 그는 제프리스의 호의에 6번째와 7번째 경기들을 위하여 벤치에 앉혔다. 존슨은 7번째 경기에서 태타자로 나서고 메츠의 실망적 시즌의 최종 아웃을 위하여 스트라이크아웃 시켰다.

### 1988년 ~ 1989년:이적 소문
존슨과 제프리스가 3루수를 위하여 경쟁을 벌이면서 1988 ~ 89 한산기는 이적 소문과 채워졌다. 월리 버크먼이 미네소타 트윈스로 이적되었을 때 봉쇄가 제거되어 제프리스를 1989년 메츠의 정규 시즌 내야수로 만들었다. 존슨은 6루 혹은 7루로부터 3루로 옮겨져 1988년 홈런과 장타율에서 내셔널 리그를 이끈 대릴 스트로베리 앞으로 놓였다. 메츠는 존슨이 1987년부터 자신의 수들의 대부분을 능가할 때 그를 이적시키지 않음으로 보상되었다. 존슨은 자신이 11개의 홈런과 24개의 타점을 치고 .770의 장타율을 측정할 때 열렬한 6월을 가져 자신의 첫 이번 달의 내셔널 리그 상을 수상하였다. 올스타 투표에서 3루수 마이크 슈미트는 내셔널 리그를 위하여 출발하는 데 선출되었으나 그 일은 문제를 취하였다. 슈미트는 경기가 열리기 6주 전에 이미 은퇴하였다. 결과로서 존슨은 자신의 첫 올스타 경기를 위하여 출발하는 데 선택되었다. 자신의 첫 올스타 타수에서 그는 내셔널 리그가 5 대 3으로 패한 경기의 2번째 득점에 히트를 쳐서 주자를 흠인시켰다. 존슨은 2번째 절반에서 잘 하였으나 전체로 봐서 팀은 플레이오프의 외부로 메츠를 서서히 탈락시켰다. 8월 20일 자신의 30번째 홈런과 함께 존슨은 30 - 30 클럽의 다수 해의 회원들 만으로서 바비 본즈와 윌리 메이스에 가입하였다. 2011년으로 봐서 다수의 30 - 30 시즌들을 가진 메이저 리그 역사상 다른 내야수들 만은 이언 킨슬러, 알폰소 소리아노와 제프 배그웰이었다.
그는 36개의 홈런과 1989년을 끝내고 자신의 경력 사상과 양손잡이 타자들을 위한 자신의 내셔녈 리그 기록에 동점을 매겼다. 그는 또한 처음으로 100개의 타점 마크를 깼으며 101개와 끝냈다. 케빈 미첼의 경력 해만이 1987년 스트로베리가 해낸 것처럼 내셔널 리그에서 홈런과 장타율 타이틀 둘다의 우승으로부터 존슨을 멈추었다. 존슨은 또한 자신의 경력을 위하여 가장 많은 41개의 도루를 가졌고 내셔널 리그에서 처음으로 동점을 매긴 104개의 득점을 매겼다. 그는 내셔널 리그 MVP를 위한 투표에서 153점을 받아 5위를 하였다. 1989년으로부터 자신의 출루율과 장타율은 둘다 경력 최고였다.
그의 화려한 1989년 이후에 존슨의 월급은 80만 달러 적게에서 1.6백만 달러로 2배로 올랐으나 1988년으로 비슷하게 존슨은 1990년 꽤좋은 봉급과 함께 거대한 해를 따라갔다. 존슨은 전체의 시즌을 위하여 견실히 평균의 수들을 게시하였다. 그는 34개의 도루를 가져 3번째로 150개 이상의 경기들에서 활약하였다. .244의 평균과 .434의 장타율 만으로 끝냄에 불구하고 존슨은 아직도 90개의 타점과 37개의 2루타를 올렸다. 그는 유격수에서 케빈 엘스터의 대체로서 시즌의 마지막 2달을 보냈다. 메츠는 감독 데이비 존슨이 해임된 시즌을 부족하게 시작하였으나 새 감독 버드 해럴슨 아래에 팀은 91개의 경기들을 우승하는 데 회복하였다. 그들은 9월 초순에 1위를 차지하였으나 말기에 플레이오프를 놓쳤다. 존슨의 최고 경기는 1990년 6월 13일 리글리 필드에서 그랜드 슬램을 포함하여 자신의 처음이자 마지막 5개의 타구 경기였다. 그의 시즌의 특성은 그가 자신의 더 약한 쪽으로부터 .208만을 타구하면서 또다시 그의 오른손 잡이 타구의 특성을 반사하였다.

### 1990년 ~ 1991년:내셔널 리그 지도
1990년 존슨의 쇠퇴는 더 많은 이적 소문들로 이끌었다. 대신 메츠의 위기를 겪은 사상의 홈런과 타점의 지도자 대릴 스트로베리는 12월 로스앤젤레스 다저스와 계약이 맺어질 때 메츠를 떠났다. 존슨은 메츠를 위한 공격의 지도 선수가 되었고 책임에서 1991년 주장적으로 최고의 공격적 선수가 되어 몹시 바라던 트리플 크라운의 3분의 2를 수상하였다. 존슨은 4월 서서히 출발하여 5월 초순에 활기를 잡았다. 1991년 6월 18일 그가 오른손 잡이 그랜드 슬램을 치면서 타점들이 전부의 시즌의 경향들에 왔고, 올스타 브레이크가 있기 전에 22개의 경기에서 26개의 타점을 가졌다. 63개의 타점과 함께 존슨은 자신의 2번째이자 마지막 올스타 경기에 예비 선수로 선발되었다. 그는 7월을 잘 끝내고 거의 .700에 가까운 장타율이 그에게 그의 2번째 이달의 내셔널 리그 선수 상을 수상한 동안에 28개의 타점과 자신이 10개의 홈런을 친 환상적인 9월이 오기 전에 느린 8월을 가졌다. 존슨은 2006년 6월 데이비드 라이트가 수상될 때까지 상을 받는 데 마지막 메츠 선수였다.
시즌의 말기에 존슨은 내셔널 리그의 홈런과 타점 둘다의 타이틀을 우승하였다. 38개의 홈런은 내셔널 리그 양손 타자들을 위한 자신의 기록을 깼고 117개의 타점은 1999년까지 시즌에서 타구한 가장 많은 득점을 위한 메츠 기록을 세웠다. 양기록은 또한 존슨을 위하여 경력 최고였다. 1991년 10월 1일 그는 자신의 30번째 도루를 하여 3개의 다른 시즌들에서 30 - 30 클럽에 가입하는 데 바비 본즈에 이어 2번째 만의 선수가 되었다. 그해 6월에 그는 메츠의 사상 홈런 명단에 2위로 데이브 킹맨을 통과하였다. 존슨은 내셔널 리그 MVP를 위하여 112개의 투표들을 받아 5위를 하였다. 그는 메츠가 77 승 84 패의 기록으로 떨어진 것을 제외하고 바람직하게 더 많은 MVP 숙고를 받으려 하였다. 그의 영웅시에 불구하고 메츠는 메이저 리그에서 1개의 경기에 5번째로 가장 적은 득점을 매겼다. 존슨의 득점은 원맨쇼가 되었으며 그의 38개의 홈런은 합쳐진 팀에 다음의 2개의 가장 높은 총계보다 많았고 그의 타점 총계는 40개보다 더 많으면서 팀에 톱으로 들어왔다. 그의 가장 큰 책임은 자시니 경력 최악의 31개의 실책을 모으면서 방어였다. 9월 휴비 브룩스가 정렬의 밖으로 나가면서 존슨은 방어적으로 분투하여 메츠는 그가 한해의 나머지의 대부분을 위하여 활약한 외야수로 그를 옮겼다.

### 1992년 ~ 1995년:후반의 세월과 은퇴
1992년 시즌으로 들어가면서 존슨은 에디 머레이, 바비 보니야, 빈스 콜먼과 브렛 새버하겐 같은 높은 가격의 베테랑들에 의하여 둘러싸였으나 사실상 사라지면서 응답되었다. 그가 자신의 전부 경력의 한결같지 않은 오른손 잡이 타자였던 동안에 1992년 그는 본루의 아무 쪽으로부터 타구를 멈추었다. 그는 4월 3개의 홈런을 치고, 5월에 더욱 악화되면서 따라졌다. 3달 후에 그는 7개 만의 홈런을 가졌고 .400 아래의 장타율과 함께 .223을 타구하였다. 6월 후순의 홈런은 그의 시즌의 마지막으로 되었다. 그는 7월 후순에 자신의 손목이 부러지기 전에 다른 달을 위하여 홈런을 치지 못하게 되었다. 그는 골절이 진단되기 전에 심한 고통에서 몇개의 경기를 더 활약하였고 그의 시즌은 8월 초순에 끝났다. 존슨은 자신의 장타율이 1991년부터 200점에 가까이 떨어진 동안에 2백만 달러 이상을 만들었다. 메츠는 메이저 리그에서 3번째로 가장 높은 급료 지불 명부를 가졌고 72 승 90 패로 끝냈다. 그는 그해에 자신의 183번째 내셔널 리그 홈런을 쳐 양손 타자에 의한 홈런들을 위한 테드 시먼스의 리그 경력 기록을 깼다.
1993년 메츠는 팀이 메이저 리그에서 나쁜 점에서 최약의 팀으로 가면서 그들의 팬들이 작년을 잊도록 만들었다. 그의 타구 평균은 거의 5월까지 .200에 도달하지 않았고 그의 장타율은 간신히 1주를 위하여 .400만의 위로 올라갔다. 그는 6월에 3주를 놓쳤고 그의 시즌은 7월 후순에 조숙하게 또다시 끝났다. 103개의 패배 캠페인의 종말 후에 메츠와 함께 한 존슨의 시간은 자신이 승인된 자유 계약 선수로서 종말에 왔다.
1994년 존슨은 콜로라도 로키스와 계약을 맺었다. 마일 하이 스타디움의 타자의 친근적인 분위기에 불구하고 그는 10개 만의 전체와 함께 더 많은 홈런을 치는 데 와인드업하였다. 가득찬 좌익수의 자세에서 그는 마이크 킹거리와 에릭 영과 시간을 갈랐으나 1994 ~ 95 메이저 리그 베이스볼 파업이 시즌을 끝낼 때 8월에 의하여 대부분 대타자였다. 그의 .211의 평균은 그 포인트로 그의 경력의 최약이었고 그는 재계약되지 않았다.
존슨은 1995년 4월 파업이 끝난 즉시 후에 시카고 컵스와 계약을 맺었다. 그는 제한된 활약 시간을 보았고 그의 평균은 8월 중순에 .115였으며 팀의 많은 투수들보다 낮았다. 그의 산출의 전부는 그의 평균이 2개 만의 여분의 본루 안타들과 함께 .100 아래이면서 리글리 필드에서였다. 9월에 급등은 .195로 그의 전체 평균을 올렸으나 컵스로부터 새로운 계약을 얻는 데 충분하지 못하였다. 자신이 팀이 흥미를 가지지 않은 것을 찾을 때 존슨은 35세의 나이로 은퇴하였다.

### 1996년 ~ 현재:은퇴 이후/복귀 시도/코치 경력
은퇴 후에 존슨은 코치에서 흥미를 표현하였다. 1996년 중반에 탬파베이 데블 레이스는 그들의 신인 선수 수준의 마이너 리그 팀 뷰트코퍼 킹스의 코치 직원으로 존슨을 임명하였다.
1997년 2월 존슨은 메츠와 함께 복귀를 시도하였으나 그의 타구 평균이 .129였을 때 1달 후에 시도를 포기하였다. 그해 후반에 그는 메츠와 함께 스카우트로서 계약을 맺었다.
존슨은 2001년을 위하여 메츠의 브루클린 사이클론스 마이너 리그 팀의 타구 코치로 임명되었다. 그는 브루클린이 뉴욕 - 펜 리그의 합동 챔피언으로 임명된 후에 2002년을 위한 감독으로 이루었다. 2003년 존슨은 세인트루시 메츠가 플로리다 주립 리그 선수권을 우승할 때 켄 오버크펠 감독 아래에서 타구 코치였다. 존슨과 오버크펠은 2004년을 위한 AA 빙햄턴 메츠로 승진되어 그들을 동부 리그 플레오프로 지도하였다. 둘다 2005년 AAA 노퍽 타이즈로 다시 진급되었고, 타이즈는 6개의 시즌들에서 자신들의 가장 높은 타구 평균을 게시하였다. 그는 또다시 2006년에 오베크펠 아래에서 타이즈의 타구 코치를 지냈다.
2007년 그는 메츠를 위한 1루 코치 임무를 차지하여 그해 후반에 타구 코치로 임명되었다. 2011년 그는 데이브 허젠스에 의하여 대체되었다.
2011년 50세의 나이로 존슨은 로클랜드 불더스를 위하여 자신의 아들 글렌과 함께 2개의 마이너 리그 경기를 활약하는 데 잠시의 복귀를 위하여 프로 야구로 돌아왔다. 첫 경기에서 존슨은 4개의 타수에서 타구하지 못하였으나 각각의 본루 출연에서 접촉을 만들었다. 2번째 경기에서 그는 첫 타수에서 4구로 나갔으나 그러고나서 팀의 1루 코치가 되는 데 경기를 떠났다.
존슨은 2013년 야구 시즌을 위하여 시애틀 매리너스의 AAA 터코마 레이니어스를 위하여 타구 코치로 임명되었다.
존슨은 새로운 코치 직원의 2014년 시즌 파트를 위하여 타구 코치로서 매리너스에 가입하였다. 그는 6월 에드가 마르티네스에 의하여 대체되었다.

## 같이 보기
- 30-30 클럽